# Ginásio Poliesportivo Divino Ferreira Braga
O Ginásio Poliesportivo Divino Ferreira Braga, ou apenas Divino Braga, como é comumente chamado, é um ginásio municipal localizado no bairro Angola, em Betim, Minas Gerais. . Sua capacidade atual é de 6.000 espectadores.
Foi batizado em homenagem a Divino Ferreira Braga (1899-1977), o terceiro prefeito de Betim.

## Eventos
Desde 1989 sedia a edição betinense do Rebanhão.
Além da edição inaugural da Superliga de Futsal em 2005, o Divino Braga recebeu novamente a competição em 2010 e 2011.
O ginásio já sediou diversos eventos de voleibol internacional. Recebeu três vezes jogos da Seleção Brasileira de Voleibol Masculino na Liga Mundial, em 2003, 2005 e 2007. Em 2013, sediou o Campeonato Mundial de Clubes de Voleibol Masculino de 2013, onde o Sada Cruzeiro Vôlei ganhou o título após derrotar o Lokomotiv Novosibirsk da Rússia por 3-0.